# Nicolas Perrot
Pour les articles homonymes, voir Perrot.
Nicolas Perrot (1643 probablement à Ménétreux-le-Pitois, France - 13 août 1717 à Bécancour, Nouvelle-France) est un explorateur, interprète (truchement), diplomate et commerçant en fourrures en Nouvelle-France. Il est l’un des premiers européens dans la haute vallée du Mississippi. 
Il a rédigé un important manuscrit traitant du mode de vie des Autochtones: Mémoire sur les mœurs, coustumes et relligion des sauvages de l'Amérique septentrionale.

## Biographie

### L’enfance d’un Bourguignon
Nicolas Perrot est né en France. Il est le fils aîné de François Perrot, lieutenant de justice de la baronnie de Darcey en Bourgogne, et de Marie Sirot. Son acte de naissance a disparu. Certaines sources mentionnent toutefois qu'il serait probablement né à Ménétreux-le-Pitois, dans l'Auxois, en 1643. Ses parents se seraient mariés au même endroit. Il aurait ensuite passé une partie de son enfance au village voisin de Darcey, où naissent ses frères et sœurs. 
La famille de Perrot appartient à la notabilité lettrée rurale. Le père de Nicolas est au service du seigneur Charles de Cluny, en plus d’être l’adjoint de son frère, Laurent Perrot, notaire et tabellion royal à Darcey (1628-1688). En tant que fils aîné, Nicolas est vraisemblablement promis à une carrière en droit ou en notariat. Selon le père Pierre-François-Xavier de Charlevoix, il était « un homme d’esprit, d’assez bonne famille, et qui avait quelque étude ». Il a en effet possiblement été formé par les Jésuites à leur collège des Godrans à Dijon dans les années 1650.
Chez les Jésuites, il prend peut-être connaissance des Relations, qui paraissent dès 1632, et qui ont pu lui donner l’idée de tenter l'aventure à son tour. Il n’y a toutefois pas de source qui permettrait d’établir ses motivations. Toujours selon Charlevoix, « La nécessité l’avait obligé de se mettre au service des Jésuites, ce qui lui avait donné l’occasion de traiter avec la plupart des Peuples du Canada, et d’apprendre leur langue ». Pour l’historien Gilles Havard, cela ne signifie pas pour autant qu’il ait signé un contrat d’engagement avec les Jésuites avant son départ ou qu’il ait été placé dans leur domesticité au Canada. Pierre Berthiaume doute pour sa part qu’il ait été un donné aux Jésuites, car cela impliquait généralement un engagement à vie.

### En Nouvelle-France

#### Les nations de la baie des Puants
Nicolas Perrot quitte la France pour migrer en Nouvelle-France autour de 1660. Que fait-il dans les premiers temps ? Nous l'ignorons. Peut-être est-il domestique pour Marie Pournin et pour les Sulpiciens. La date de ses premiers voyages n’est pas non plus connue. Selon Gilles Havard, il a pu aller dans les Pays d’en haut avec des Jésuites en 1665.
Quoi qu’il en soit, pour Claude-Charles Le Roy Bacqueville de La Potherie, « la curiosité l’engagea de vouloir connoître cette Nation [Pouteouatemis] qui demeuroit au fond de la Baye des Puans ». Perrot s’associe à trois autres colons en 1667 pour former une société commerciale. Au printemps suivant, il entreprend une expédition qui le conduit à la baie des Puants (aujourd’hui le Wisconsin). Il y rencontre la nation « fort affable et tout à fait caressante » qui y vit, les Poutéouatamis. Perrot y est reçu par des « vieillards » avec qui il échange un calumet. Toujours selon Bacqueville de La Potherie, Perrot y est alors appelé Metaminens, ce qui signifie « petit bled d’Inde » ou « petit maïs ».
Perrot est ensuite conduit au village voisin, où vivent les Ménominis, par un chamane poutéouatami. Il y est accueilli selon leur rite et on lui présente encore une fois le calumet. Perrot les incite à commercer avec les Français et à faire la paix avec les Poutéouatamis. De retour chez ces derniers, ceux-ci le croient investi de certains pouvoirs à la suite d’un concours de circonstances. À cette occasion, Perrot est l’objet d’une cérémonie durant laquelle il est porté autour du village palissadé, cérémonie qui se conclut par un repas d’esturgeons. 
Perrot se rend finalement dans un village mascoutin avec un autre traiteur. Là encore, on lui propose le calumet. Perrot est amené à utiliser son boutefeu, ce qui impressionne fort ses hôtes qui le « boucane » afin de l’honorer. Les Mascoutins veulent également le porter mais il réplique « que sachant pétrir le fer il avait des forces pour marcher ». C’est à ce moment qu’il est appelé « celui qui a des jambes de fer ». Des Mascoutins accompagnent enfin les deux traiteurs chez les Miamis où ils sont reçus avec la pipe cérémonielle et le rituel du soulèvement. Perrot leur remet des présents. Le séjour chez les Miamis se termine par un grand festin.

#### Premiers pas comme interprète
En 1670, remarqué pour sa connaissance des langues autochtones, l’intendant Talon lui demande d’accompagner Simon-François Daumont de Saint-Lusson à titre d’interprète au Sault Sainte-Marie. Saint-Lusson est chargé de trouver la route de la Chine, de découvrir des mines de cuivre et de prendre possession du pays des Outaouas au nom du roi. Perrot en profite encore une fois pour former une société avec des colons afin d'y faire la traite des fourrures. Saint-Lusson et Perrot hivernent chez les Amikoués, sur l'île Manitoulin, au nord du lac Huron. Au printemps 1671, Perrot dépêche des émissaires vers les nations de la baie des Puants pour les inviter au Sault Sainte-Marie, où les Jésuites ont établi une mission. Perrot, accompagné de Poutéouatamis, se rend ensuite chez les Miamis où le groupe est reçu « en guerriers » lors d’une impressionnante cérémonie. Le 14 juin 1671, en présence de quatorze nations, Saint-Lusson prend effectivement possession du territoire convoité. Au cours de son séjour à la baie des Puants, Perrot avait pratiqué la traite des fourrures. Toutefois, il ne put en tirer profit puisque les peaux sont saisies à son retour à Québec à la demande de Saint-Lusson.

#### Mariage et installation
Perrot passe les 10 premières années de sa vie en Nouvelle-France célibataire. À 28 ans, le temps est venu pour lui de se fixer. Son choix s’arrête sur Madeleine Raclos, fille de Godebon Raclos et Marie Viennot. Âgée de 15 ans et originaire de Chaumont-en-Bassigny, Madeleine arrive à Québec avec deux de ses sœurs. Elles sont accompagnées de leur père, qui repart en France peu après. Bien dotées, les trois filles Raclos trouvent rapidement à se marier. Nicolas et Madeleine signent leur contrat de mariage le 11 novembre 1671 dans la région de Trois-Rivières.
Les nouveaux époux s’établissent d’abord à Champlain. En 1672, un premier enfant, François, naît de leur union. Il sera rapidement suivi de 11 autres enfants. En 1677, le couple s’installe sur une concession de Charles-Pierre Legardeur de Villiers, seigneur de Bécancour, située le long de la rivière Saint-Michel, aujourd'hui appelée rivière Bécancour, au Québec. Dans le recensement de 1681, Nicolas et Madeleine déclarent posséder une terre de 18 arpents, deux fusils et cinq bêtes.

#### La poursuite des voyages
Maintenant marié et père de famille, Perrot ne délaisse pas ses voyages pour autant. Durant les années 1680, il bénéficie de la confiance des gouverneurs qui lui confient diverses missions auprès des Autochtones. Perrot y démontre plus d’une fois ses talents de médiateur. En 1683, il parvient ainsi à régler un différend entre les Outagamis et les Sauteux au sujet de prisonniers. L’année suivante, Greysolon Dulhut charge Perrot de trouver des combattants pour faire la guerre aux Iroquois. Il se rend chez les Outaouais et parvient à convaincre 550 hommes.
Nicolas Perrot passe l’hiver suivant avec sa famille et prépare son prochain voyage dans l’Ouest. Il forme une nouvelle association pour faire la traite des fourrures à la baie des Puants et laisse une procuration à son épouse. En 1685, le gouverneur La Barre le nomme commandant d’un contingent de vingt Français pour tenter de « pénétrer dans l’Ouest ».
Sitôt arrivé à la baie des Puants, Perrot tente de mettre un terme à un sujet de discorde entre les Outagamis et les Sauteux. Il parvient ainsi à délivrer la fille d’un chef sauteux, prisonnière depuis un an chez les Outag.
Les Français trouvent ensuite du bois qui leur sert à ériger un fort sur la rive est du Mississippi. Ils y passent l’hiver. On peut voir ce fort sur la Carte de l’Amérique Septentrionnalle de Jean-Baptiste-Louis Franquelin (1688). Au printemps 1686, Perrot remonte le Mississippi jusqu’au lac Pépin. Il fait ériger un autre fort, appelé fort Saint-Antoine, à l’embouchure de la rivière Chippewa (Wisconsin).
En 1687, comme les Iroquois se montrent de plus en plus hostiles, le gouverneur Brisay de Denonville demande à Perrot de rassembler le plus de Français et d’Autochtones alliés possibles et de rejoindre les hommes de Morel de La Durantaye afin de participer à une opération militaire contre les Iroquois. Ce n’est pas sans peine que Perrot parvient à convaincre les Miamis, puis les Poutéouatamis, les Malomines, les Puants, les Outagamis, les Kikapous et les Mascoutins. Or, des Sokokis et des Loups parviennent finalement à dissuader plusieurs d’entre eux de suivre les Français. 
Après cette campagne, Perrot parvient à Montréal où il a le déplaisir d’apprendre que l’église de Saint-François-Xavier et plusieurs bâtiments de la mission de la baie des Puants, où il avait entreposé les fourrures de sa traite, avaient été détruits au cours d’un incendie. Perrot « y perdit pour plus de quarante mille francs de Castors ».
De retour chez lui en 1688, Perrot prépare son prochain voyage de traite. Cette année-là, il achète également la seigneurie de Rivière-du-Loup. Il ne demeure pas longtemps avec sa famille puisque le gouverneur Brisay de Denonville décide d’envoyer des Français dans l’Ouest afin de contrer les Iroquois qui cherchent à gagner les nations de la région. De retour dans l’Ouest quelques mois plus tard, Perrot y multiplie les actions de médiation, obtenant la restitution de prisonnières sauteuses et sauvant la vie de prisonniers, tout en faisant entretenir le commerce avec les Poutéouatamis et en renouvelant l’alliance avec les Sioux. 
Le 8 mai 1689, alors qu’il est au fort Saint-Antoine, Perrot prend officiellement possession « au nom de Sa majesté de la Baye des Puants, lacs et Rivières des Outagamis et Maskoutins, Rivière de Ouiskouche et celle de Mississipi, païs des Nadouesioux, Rivière Ste Croix Et St. Pierre et autres lieux plus éloignés ». À l’été, il revient auprès des siens. Perrot, comme à l’habitude, planifie son prochain voyage dans l’Ouest. Toutefois, à la différence des années antérieures, des problèmes financiers commencent à se manifester.
Soucieux de consolider l’alliance avec les nations de l’Ouest, courtisées par les Iroquois, le gouverneur Buade de Frontenac dépêche Louis La Porte de Louvigny à Michillimakinac en mai 1690. Celui-ci peut compter sur l’aide de « Nicolas perrot qui estoit chargé de presens et de parolles » pour elles afin de « les dissuader de l'alliance qu'ils negocioient auec L'Iroquois et L'Anglois et qui estoit presque conclue ». 
En cours de route, La Porte de Louvigny apprend effectivement qu’une alliance entre les Outaouais et les Iroquois est en train de se concrétiser. Perrot est aussitôt envoyé au-devant. Il fait réunir les chefs de différentes nations à la mission des Jésuites, où il les harangue afin de les dissuader de toute alliance avec les Iroquois ou encore avec les Anglais. Les Outaouais semblent se ranger en faveur des Français, mais cela ne les empêche pas de souffler le chaud et le froid.
Puis, La Porte de Louvigny et Perrot incitent les nations de l’Ouest à aller à Montréal pour témoigner de leur fidélité au gouverneur lui-même. Le 19 août 1690, environ 500 d’entre eux s’y rendent. À l’automne, Buade de Frontenac est ainsi heureux de vanter les mérites de Perrot auprès du ministre, rappelant « la longue pratique et connoissance qu’il a de l’humeur, des manières et de la langue de toutes ces nations d'en haut s'est acquis beaucoup de crédit parmy elles ». Perrot tente d’assurer l’allégeance des nations de l’Ouest envers la France. En même temps, il parcourt la région et agit à de nombreuses reprises comme médiateur entre les nations. Il les incite, non sans peine, à concentrer leurs énergies envers les Iroquois plutôt que de se battre entre elles.
Entre-temps, Perrot apprend l’existence d’une mine de plomb située au sud du fort Saint-Nicolas, près de la rivière Moingona, ou Des Moines, dans l’actuel État de l’Iowa. Même s’il ne les exploite pas, elles seront encore appelées, quelques années plus tard, « les mines à Nicolas Perrault, qui est le nom de celui qui les a trouvées ». Perrot manœuvre savamment à travers les rapports complexes entre les nations de la région placée sous ses ordres. Pendant qu’il fait ériger un fortin près d’Ouiskouche, les habitants de Michillimakinac et un certain nombre de Miamis et d'Illinois commencent à envoyer des guerriers contre les Iroquois.
Buade de Frontenac profite de son « très grand crédit » pour faire échec aux Anglais qui cherchent à détourner les nations alliées aux Français dans le commerce des fourrures. En 1693, il nomme Perrot commandant au poste de Maramek, en pays miami (à l’ouest de Chicago) tout en lui accordant deux permissions pour faire la traite. Perrot manque toutefois d’y être brûlé par les Mascoutins en même temps que six Français et un chef poutéouatami. Usant de stratégie, les prisonniers arrivent finalement à s’échapper in extremis. Lorsqu’il revient à Montréal, Perrot conduit « dix à douze canots de Pouteouatamis, Folles Avoines, Outagamis, & Miamis de Maramek ».
Deux fils de Perrot devenus adultes, François et Nicolas, commencent à l’accompagner dans l’Ouest. Ces années sont cependant synonymes de difficultés financières et juridiques qui ne cessent de s’aggraver pour le voyageur. Son épouse est contrainte de le représenter plus d’une fois dans ses démêlés à titre de procuratrice.
Pendant ce temps, les tensions se multiplient entre les nations de l’Ouest et Perrot se retrouve bientôt au milieu d’un casse-tête diplomatique. Les Outagamis demandent à Perrot d’être leur médiateur afin de conclure la paix avec les Sioux. Il se rend « chez eux [les Sioux] avec leurs femmes & enfans. C’en fut assez pour leur faire mettre bas les armes & pour surseoir la guerre jusque à ce qu’ils eussent appris ce qu'il avoit à leur dire ». Perrot parvient à diminuer les tensions pendant un temps. Les Sioux acceptent de faire la paix avec les Outagamis à une seule condition : qu’ils leur rendent les leurs qu’ils retiennent prisonniers.
Or, les choses se compliquent entre ces nations qui ont leurs objectifs bien à eux. En 1697, il accompagne les Outagamis et les Kikapous au village miami. Ceux-ci veulent les seconder dans leur guerre contre les Sioux. Dans ce jeu des alliances, Perrot devient bientôt la cible des Miamis, à un point tel qu’ils en veulent à sa vie. La Relation de 1696-1697 nous apprend ainsi que « le nommé Nicolas Perot, voyageur françois fort connu de touttes ces nations », « avoit été pillé par les miamis, et en aurait été brûlé, si les Outagamis ou Renards ne s’y étoient opposés ». 
Le gouverneur, se rendant à une déclaration royale de mai 1696, ordonne entre-temps le retour des Français encore présents dans l’Ouest. Perrot revient dans la vallée laurentienne le 29 août 1697 pour ne plus repartir. Après plus de 30 ans à y voyager, il s’enracine enfin à la rivière Bécancour avec son épouse auprès de leurs fils. Sa situation financière le rattrape toutefois aussitôt et Perrot se retrouve aux prises avec de nombreux créanciers au cours des prochaines années.
En 1701, il est invité à assister aux pourparlers de paix à Montréal (la « Grande paix de Montréal »). Nicolas Perrot joue alors un important rôle d’interprète auprès de délégations comme les Poutéouatamis, les Renards, les Mascoutins, les Sakis, les Miamis et les Menominee, leur expliquant le contenu du traité de paix. Plusieurs Autochtones demandent alors son retour dans l’Ouest, ce qu’écarte sitôt le gouverneur.
Après cette parenthèse diplomatique, où Perrot a pu faire montre de ses talents une fois de plus, les problèmes financiers et juridiques reprennent de plus belle. La famille est ruinée, si bien qu’en 1702 Madeleine est contrainte de renoncer à la communauté de biens. Pour Jean Lechasseur, lieutenant général de la juridiction de Trois-Rivières, Perrot est responsable de la situation, sa « méchante conduitte » l’ayant poussé à « faire divers pres[en]ts aux sauvages indiferament des marchandises qu'il empruntoit de divers marchands auxquels il les avoit pris a Crédit, sans se soucier de les payer ». La situation ne s’améliore pas et il délaisse, l’année suivante, une terre en faveur de ses fils Pierre et Claude. Entre-temps, Louis-Hector de Callières et François de Beauharnais de la Boische, gouverneur et intendant, s’adressent à la Cour pour lui obtenir une « petite pension en considération de ces Longs services » afin de l’aider à subsister. Cette demande demeure sans suite. Le malheur persiste pour Perrot. Son fils François et sa belle-fille décèdent en 1704 de même que son fils Jean-Baptiste en 1705. 
En 1708, Perrot devient capitaine de milice, charge qu’il occupe jusqu’à son décès. Il prend en outre la plume à plusieurs reprises durant cette période.

### Décès
Nicolas Perrot meurt le 13 août 1717. Il a reçu juste avant les derniers sacrements des mains du jésuite Pierre de la Chasse. Ce dernier procède à son inhumation le lendemain dans l’église de Bécancour en présence de Madeleine, son épouse, et de ses enfants. Perrot n’ayant pas de biens, puisque les terres appartiennent à sa femme, il ne laisse pas d’inventaire. Neuf (cinq garçons et 4 filles) de ses enfants lui survivent. Son épouse décède quant à elle en 1724.

## Œuvres
- Un mémoire sur les Outagamis adressé à Philippe Rigaud de Vaudreuil.

- Un mémoire sur le commerce des fourrures, datant de 1704 ou 1705.

- Un mémoire sur les guerres entre les Iroquois et les Illinois.

- Plusieurs mémoires sur ses activités dans la région des Grands Lacs et sur les nations de l’Ouest. Tous ces écrits de Perrot ont été perdus. Selon Jules Tailhan toutefois, le second volume de l’Histoire de l’Amérique Septentrionale de Bacqueville de La Potherie reposerait sur eux[40],[41].

- Une transcription du seul document de Perrot parvenu jusqu’à nous est conservé aux archives de la « Province de France » de la Compagnie de Jésus, à Vanves, en banlieue de Paris (fonds Brotier, volume 176). Elle a probablement été réalisée à la demande de François-Xavier de Charlevoix pour son Histoire et description générale de la Nouvelle France (1744). Rédigé avant 1702, Perrot s’y attarde aux croyances, mode de vie, mœurs, divertissements, alimentation, méthodes de chasse, et caractéristiques sociales et psychiques des Autochtones, en plus des guerres entre les nations et aux rapports entre les Autochtones et les Français. Comme c’est l’ancien intendant Michel Bégon qui le fait parvenir à Charlevoix, c’est probablement à cet administrateur qu’il était destiné à l’origine. Il est publié pour la première fois en 1864 par Jules Tailhan[42].

### Éditions duMémoire
- Mémoire sur les mœurs, coustumes et relligion [sic] des Sauvages de l'Amérique septentrionale, éd. par Jules Tailhan, Leipzig et Paris, Librairie A. Franck, 1864, 341 p.[43]

- The Indian Tribes of the Upper Mississippi Valley and Region of the Great Lakes as described by Nicolas Perrot, French commandant in the Northwest; Bacqueville de la Potherie, French royal commissioner to Canada; Morrell Marston, American army officer; and Thomas Forsyth, United States agent at Fort Amstrong, translated and annotated, and with bibliography and index [par Emma Helen Blair], Cleveland, The Arthur H. Clark Company, 1911-1912, p. 23-272.
- Mémoire sur les mœurs, coustumes et relligion des Sauvages de l'Amérique septentrionale, New York, The Johnson Reprint Corporation, 1968.
- Mémoire sur les mœurs, coustumes et relligion des Sauvages de l'Amérique septentrionale, Montréal, Éditions Élysée, 1973.
- Mémoire sur les mœurs, coustumes et relligion des Sauvages de l'Amérique septentrionale, Montréal et Marseille, Comeau & Nadeau et Agone Éditeur, 1999.
- Mémoire sur les mœurs, coutumes et religion des Sauvages de l’Amérique septentrionale. Édition critique par Pierre Berthiaume, Montréal, Les Presses de l’Université de Montréal, « Bibliothèque du Nouveau Monde », 2004. En libre accès en ligne sur BAnQ numérique.]
- Mémoire sur les mœurs, coustumes et relligion des Sauvages de l'Amérique septentrionale, Montréal, Lux éditeur, 2007.

## Culture populaire

### Littérature

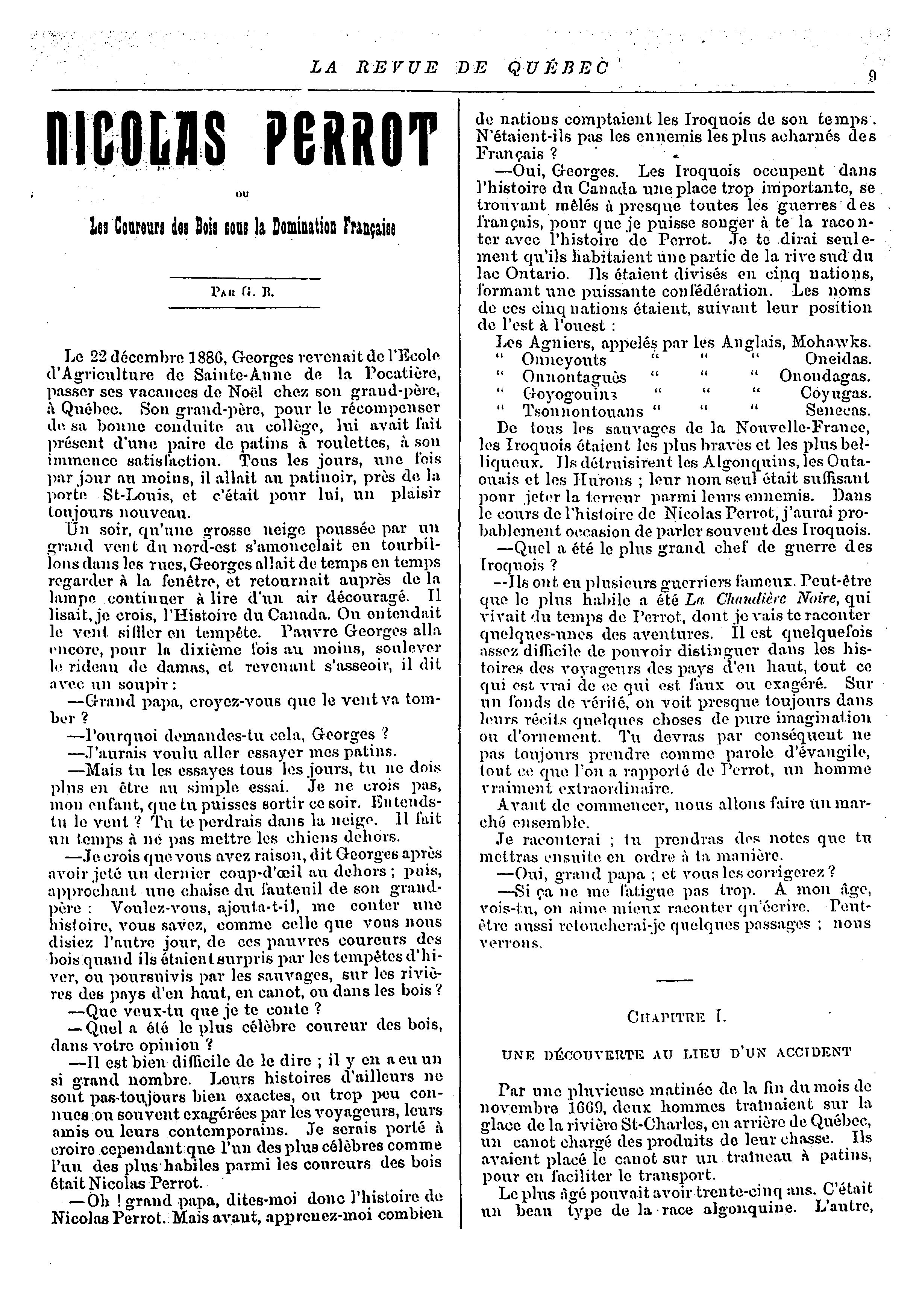
Première page du feuilleton Nicolas Perrot ou les coureurs des bois sous la domination française publié en octobre 1889 dans la Revue de Québec par George Boucher de Boucherville.

Nicolas Perrot est le héros du roman inachevé de George Boucher de Boucherville, Nicolas Perrot ou les coureurs des bois sous la domination française. Il est publié sous forme de feuilleton dans La Revue de Québec, entre son premier numéro du 10 octobre 1889 et son huitième et dernier le 5 décembre de la même année. La Revue de Québec disparait ensuite sans avertir ses lecteurs, laissant le héros du feuilleton au moment où il rentre à Montréal d'une expédition dans les Pays d'en Haut. Paraissent en tout dix chapitres et le début d'un onzième. En 1996, Rémy Ferland publie le texte dans son intégralité aux Éditions de la Huit.
Plus récemment, il est le principal protagoniste d’un livre jeunesse de Jean-Pierre Tusseau, Nicolas Perrot, l’intrépide coureur de bois. Nouvelle-France, 1660-1717 (Paris, L’Harmattan, 2020).

### Objet
Un ostensoir en argent a été retrouvé en 1802 près du rapide De Père (Wisconsin), sur le site de l’ancienne mission jésuite. Les bâtiments de celles-ci ont brûlé en 1687. Sous sa base, une inscription indique: « Ce soleil a este donne par mr nicolas perrot a la mission de st françois xavier en la baye des puants + 1686 ». L’ostensoir est conservé au Neville Public Museum of Brown County (Wisconsin).

### Commémoration

#### Statue
Nicolas Perrot est représenté aux côtés d’un Renard et du missionnaire jésuite Claude Allouez dans un monument situé à Green Bay, au Wisconsin. Le monument, appelé The Spirit of the Northwest, est l’œuvre de Sydney Bedore et a été inauguré le 10 juin 1931.

#### Plaque

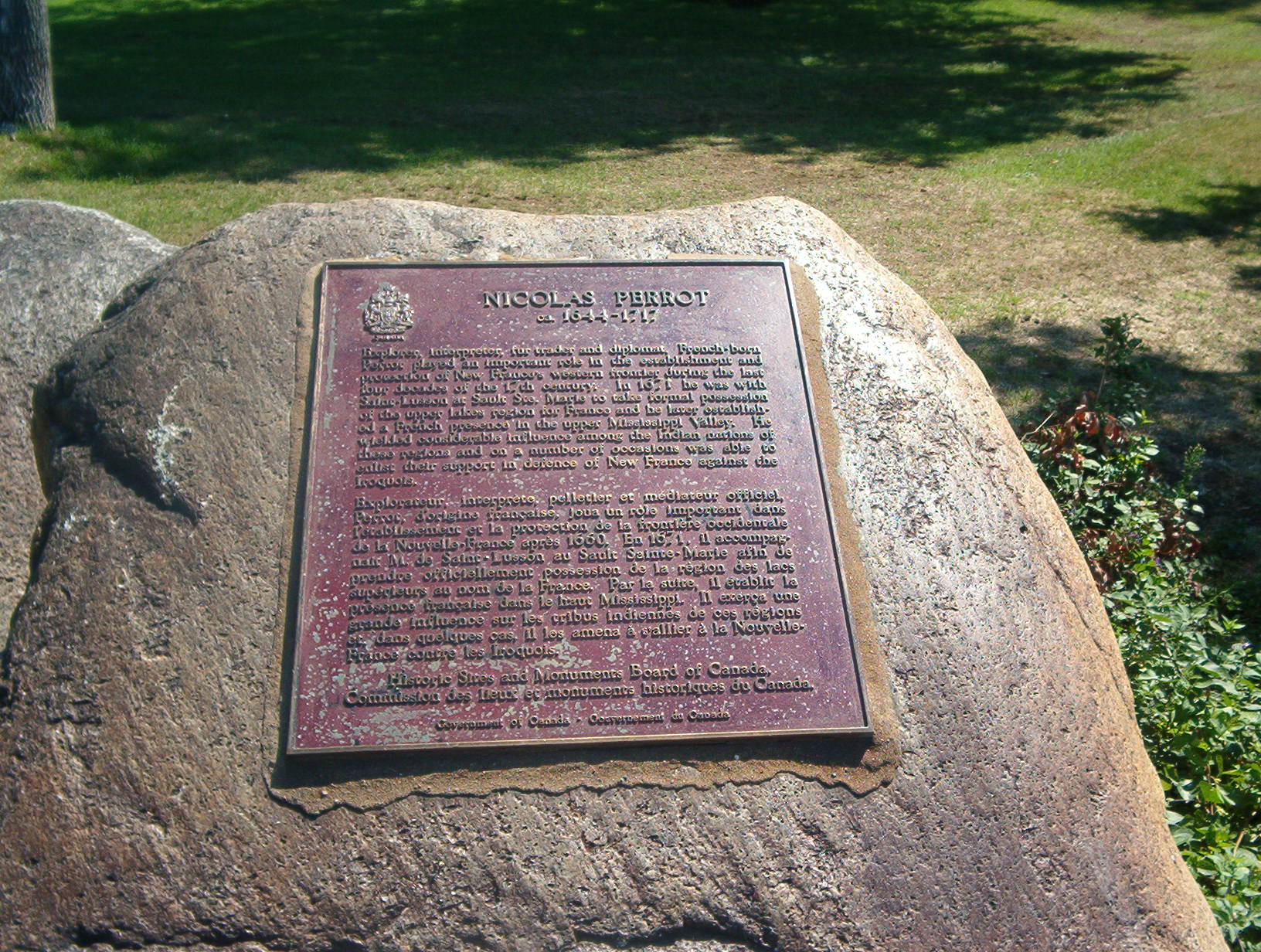
Plaque commémorant Nicolas Perrot à Clergue Park, Sault-Sainte-Marie

Une plaque réalisée par la Commission des lieux et monuments historiques du Canada rappelle son souvenir à Sault Ste. Marie, en Ontario.

#### Toponymie
- Au Québec, Nicolas Perrot est présent dans la toponymie de Bécancour (une avenue à son nom), Boucherville, Montréal et Trois-Rivières (une rue à son nom)[45].
- En France, l’école du village de Darcey a été baptisée Nicolas-Perrot en 2019[46].